# Conte di Strathmore e Kinghorne
Il titolo di Conte di Kinghorne venne creato nella Parìa scozzese nel 1606 per Patrick Lyon. Nel 1677, la designazione della dignità nobiliare venne cambiata in "Conte di Strathmore e Kinghorne". La contea venne accettata a partire dal 1937 anche nella Parìa inglese, quando la figlia di Claude Bowes-Lyon, XIV Conte di Strathmore e Kinghorne e di Cecilia Cavendish-Bentinck, Elizabeth, dopo aver sposato il duca di York Alberto d'Inghilterra (poi re dall'11 dicembre 1936 con il nome di Giorgio VI, in seguito all'abdicazione del fratello maggiore Edoardo VIII), divenne regina consorte.
Oltre a quello comitale, il capofamiglia beneficia del rango di Visconte Lyon (istituito nel 1677), Lord Glamis, Tannadyce, Sidlaw e Strathditchie (1677), Lord Glamis (1445) e Barone Bowes (1887). Già in precedenza il X conte si fregiava del titolo di Barone Bowes (1815), ma si estinse alla sua morte nel 1821. I primi tre titoli appartengono alla Parìa di Scozia, mentre gli ultimi due alla Parìa del Regno Unito. Il primogenito del conte utilizza l'appellativo di Lord Glamis come trattamento di cortesia.
Elizabeth Bowes-Lyon (1900–2002), regina consorte in quanto moglie di re Giorgio VI del Regno Unito dal 1936 al 1952 e madre della sovrana britannica Elisabetta II, apparteneva alla famiglia dei conti di Strathmore e Kinghorne. La sua secondogenita principessa Margaret (1930-2002) nacque nel castello di Glamis, presso Angus, in Scozia, tuttora residenza principale della famiglia.

## Thanes di Glamis (1372)
- John Lyon, I Thane di Glamis (morto nel 1382)

## Maestri di Glamis
- John Lyon, I Maestro di Glamis (morto nel 1435)

## Lord Glamis (1445)

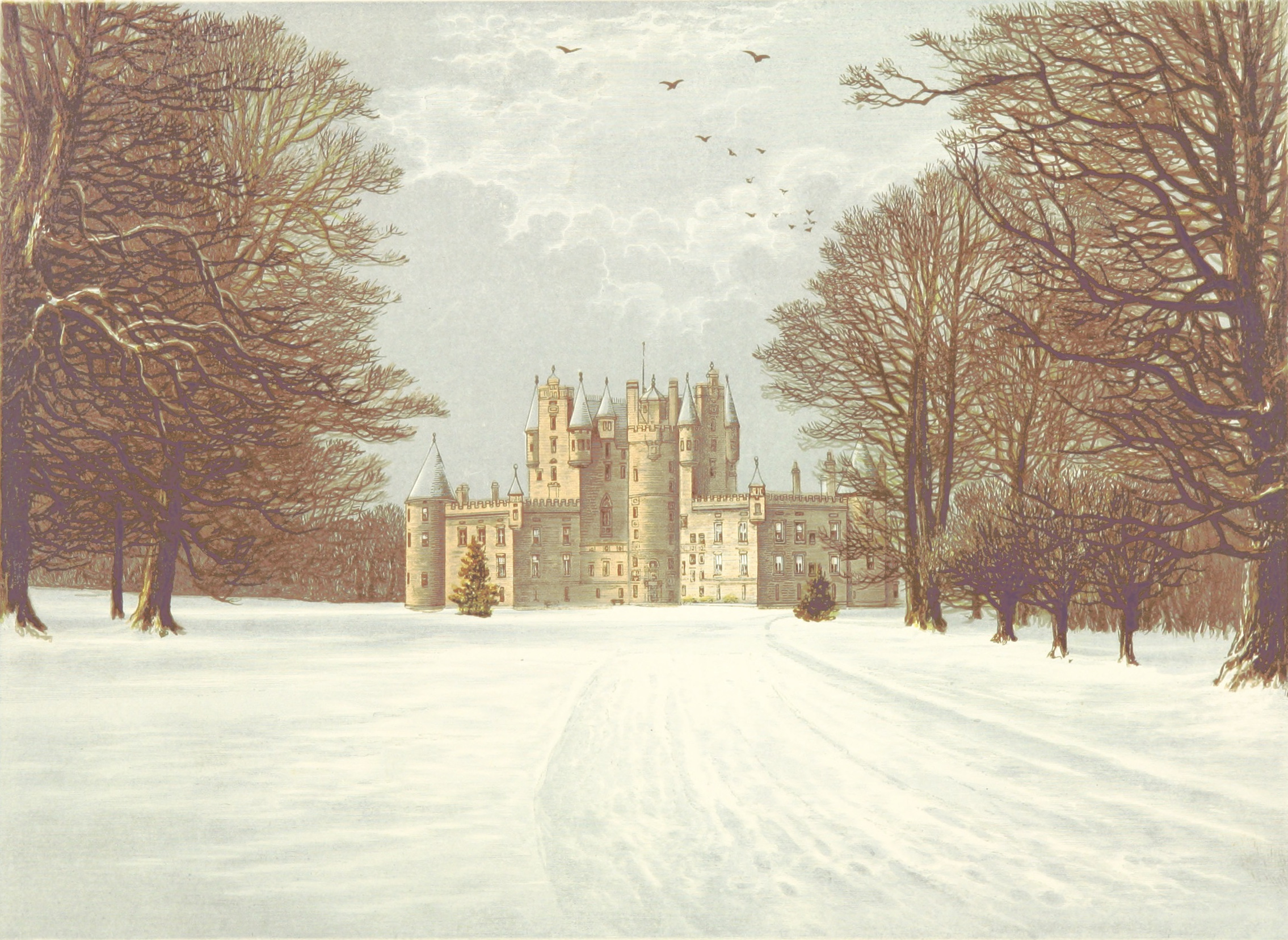
Il castello di Glamis

- Patrick Lyon, I Lord Glamis (morto nel 1459)
- Alexander Lyon, II Lord Glamis (morto nel 1486)
- John Lyon, III Lord Glamis (morto nel 1497)
- John Lyon, IV Lord Glamis (morto nel 1500)
- George Lyon, V Lord Glamis (morto nel 1505)
- John Lyon, VI Lord Glamis (morto nel 1528)
- John Lyon, VII Lord Glamis (morto nel 1558) (decaduto nel 1537, ma restaurato nel 1543)
- John Lyon, VIII Lord Glamis (morto nel 1578)
- Patrick Lyon, IX Lord Glamis (1575–1615) (divenne I conte di Kinghorne nel 1606)

## Conti di Kinghorne (1606)
- Patrick Lyon, I conte di Kinghorne (1575–1615)
- John Lyon, II conte di Kinghorne (1596–1646)
- Patrick Lyon, III conte di Kinghorne (1643–1695) (ottenne la titolatura di "conte di Strathmore e Kinghorne")

## Conti di Strathmore e Kinghorne (1677)
- Patrick Lyon, III Conte di Strathmore e Kinghorne (1643–1695)
- John Lyon, IV Conte di Strathmore e Kinghorne (1663–1712)
- John Lyon, V Conte di Strathmore e Kinghorne (1696–1715)
- Charles Lyon, VI Conte di Strathmore e Kinghorne (c. 1699–1728)
- James Lyon, VII Conte di Strathmore e Kinghorne (c. 1702–1735)
- Thomas Lyon, VIII Conte di Strathmore e Kinghorne (1704–1753)
- John Bowes, IX Conte di Strathmore e Kinghorne (1737–1776)
- John Lyon-Bowes, X Conte di Strathmore e Kinghorne (1769–1820)
- Thomas Lyon-Bowes, XI conte di Strathmore e Kinghorne (1773–1846)
- Thomas Lyon-Bowes, XII conte di Strathmore e Kinghorne (1822–1865)
- Claude Bowes-Lyon, XIII Conte di Strathmore e Kinghorne (1824–1904)
- Claude Bowes-Lyon, XIV Conte di Strathmore e Kinghorne (1855–1944) - padre di Elizabeth Bowes-Lyon, regina consorte e madre della regina Elisabetta II del Regno Unito
- Patrick Bowes-Lyon, XV Conte di Strathmore e Kinghorne (1884–1949)
- Timothy Bowes-Lyon, XVI Conte di Strathmore e Kinghorne (1918–1972)
- Michael Bowes-Lyon, XVII Conte di Strathmore e Kinghorne (1928–1987)
- Michael Bowes-Lyon, XVIII Conte di Strathmore e Kinghorne (1957–2016)
- Simon Bowes-Lyon, XIX Conte di Strathmore e Kinghorne (n. 1986)
  - Erede presuntivo: suo fratello John Bowes-Lyon (n. 1988).